# Egidio Nkaijanabwo
Egidio Nksijanabwo (ur. 29 sierpnia 1935 w Rugazi) – ugandyjski duchowny rzymskokatolicki, w latach 1989-2014 biskup Kasese.

## Życiorys
Święcenia kapłańskie przyjął 28 maja 1961. 6 marca 1989 został prekonizowany biskupem Kasese. Sakrę biskupią otrzymał 17 czerwca 1989. 15 kwietnia 2014 przeszedł na emeryturę.